# Corey Mylchreest
Corey Robert Mylchreest (n. 8 mai 1998, Whipps Cross⁠(d), Anglia, Regatul Unit) este un actor englez.
A absolvit Academia Regală de Artă Dramatică în 2020 și a devenit cunoscut pentru rolurile Adonis în The Sandman și Regele George III în miniseria Queen Charlotte: A Bridgerton Story. 

## Biografie
S-a născut în Waltham Forest, Londra. A urmat cursurile școlii Forest School și Junior Guildhall School of Music and Drama până la vârsta de 19 ani când a devenit student al Academiei Regale de Artă Dramatică, absolvind cu o licență în arte, nivel experimentat. Corey a făcut parte și din National Youth Theatre, o organizație caritabilă engleză care ajută copiii pasionați de arte dramatice să performeze în domeniu. 
Corey Mylchreest a practicat mai multe sporturi de-a lungul anilor: badminton, fotbal, tenis de masă, tir cu arcul, cățărări, călărie, patinaj, tenis și skateboarding. De asemnea este certificat în arte marțiale BASSC- Rapier/ Dagger/ Unarmed și este fotograf profesionist, expert în editare de film / video. 

## Carieră
Corey Mylchreest a jucat în numeroase piese de teatru, atât produse de RADA, cât și în liceu, devenind parte din agenția Independent Talent Group, care îl reprezintă și astăzi. Actorul britanic a făcut parte și din distribuția unor scurtmetraje, dintre care cele mai cunoscute sunt: The Unrevelling și Mars.
| Piesa de Teatru             | Rolul                         |
| --------------------------- | ----------------------------- |
| Woyzeck                     | Alisdair Middleton            |
| Romeo și Julieta            | Tybalt                        |
| Macbeth                     | Seyton / Căpitanul Însângerat |
| Tales from the Vienna Woods | Auberon                       |
| Mysterious Bruises          | Earth                         |
| Julius Caesar               | Octavius / Decius Brutus      |
| Hamlet                      | Claudius                      |
| Orestia                     | Herald                        |
| Visul unei Nopți de Vară    | Demetrius                     |
| The Relapse                 | Lord Foppington               |

În luna mai 2023, Corey a devenit faimos în întreaga lume pentru interpretarea rolului Regelui George în miniseria Netflix Regina Charlotte: O poveste Bridgerton. Personajul său este inspirat din viața reală a lui George III al Angliei, numit și Regele Nebun. Într-un interviu acordat publicației Entertainment Tonight, Corey a spus: „Este un om care are un spectru larg de comportament, ceea ce, ca actor, este uimitor. Cred că a fost genial, nu numai să-i pot explora sănătatea și durerea pe care o trăiește în mod individual ci și modul în care aceasta a afectat narațiunea principală, care este povestea de dragoste. Nu toată lumea îl înțelege pe George. Iubesc foarte mult personajul.”